# Roland Gratzer

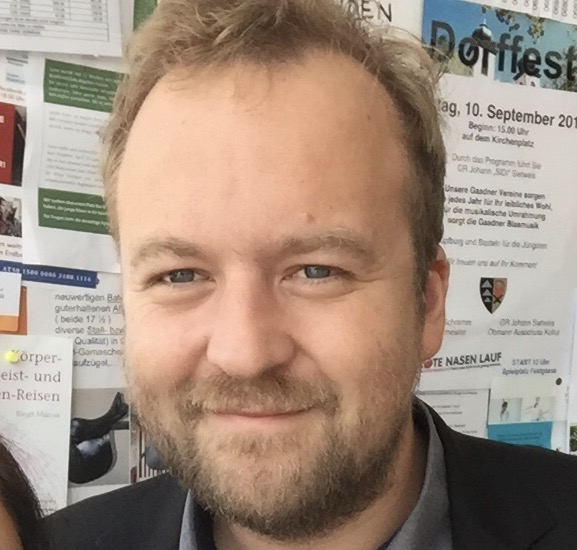
Roland Gratzer (2016)

Roland Gratzer (* 26. Juni 1983 in Graz) ist ein österreichischer Radiomoderator, Journalist, Schauspieler, Künstler, Regisseur und Drehbuchautor. Er lebt und arbeitet in Wien.

## Leben und Wirken

### Journalismus
Roland Gratzer besuchte die AHS Weiz, studierte in Graz Spanisch und absolvierte von 2002 bis 2006 den ersten Studienlehrgang „Journalismus und Unternehmenskommunikation“ an der FH Joanneum Graz. Er schrieb seine Diplomarbeit zum Thema „Ich blogge“. Während seines letzten Studienjahrs zog er nach Wien.
Nebenbei arbeitete er für die Zeitung Furche als Filmkritiker. 2008 wechselte er dann zur neu gegründeten Tageszeitung Österreich, wo er aber nur wenige Monate blieb.

### Kunst und Performance
Als Mitglied der TellerRandGruppe absolvierte Gratzer sein Theater-Debüt im Raum Graz. 2006 wurde er Kernmitglied der Künstlergruppe monochrom, mit der er unter der Leitung von Johannes Grenzfurthner bis heute Theaterstücke, Filme und Performances entwickelt.
Gemeinsam mit seinem Bruder Georg Gratzer hat er in der Region Anger/Weiz in der Oststeiermark seit 2011 ein Festival mit dem Namen „komm.st“. Das Motto lautet: Neue Kunst soll an alte Orte gebracht werden. Die Menschen sollen dort zusammenkommen, wo immer schon Kunst und Kultur stattfand, wie in Gasthäusern, Schlössern oder der Pfarrkirche. Während sich sein Bruder Georg um das musikalische Programm kümmert, ist Roland Gratzer für das Volkstheater verantwortlich. Er schreibt und produziert jedes Jahr gemeinsam mit Sebastian Wilhelm und Johannes Grenzfurthner (von monochrom) ein Stück für das Festival, in dem er auch als Schauspieler mitwirkt. Weitere Mitglieder des Ensembles sind etwa Harald List (auch vom Künstlerkollektiv monochrom), die FM4-Moderatoren Hannes Duscher und Conny Lee sowie die ORF-Redakteurin und Karikaturistin Elisabeth Semrad. Nach dem Konzept des Stubenspiels werden diese Stücke dann in den Gasthäusern der Region gespielt, und im Herbst darauf in Wiener Spielstätten.

### Radio und TV
Im Juli 2008 fing er beim ORF-Radio-Sender FM4 an. Dort moderierte er ab Jänner 2009 die Morning Show, sowie gemeinsam mit Hannes Duscher weitere Anruf-Sendungen wie „Unter Palmen“, „Unter Palmkätzchen“ und „Unter Tannen“. Duscher und Gratzer gründeten 2011 das Duo Duscher&Gratzer.  2014 bekamen sie einen der wichtigsten Sendeslots und beerbten das damalige FM4-Satiriker-Duo Stermann und Grissemann mit ihrem „Salon Helga“ und machten daraus die Anrufsendung „Top FM4“. Nebenbei arbeiteten sie an der  Single „Nadine“, der im Sommer 2015 in den Top-10-FM4-Charts einstieg. Eine erste EP veröffentlichten Duscher&Gratzer im November 2016 mit dem Titel „Wie soll des weitergehen“. Ein Album wurde für 2017 angekündigt, erscheint dann aber doch erst am 7. Dezember 2018 bei Sissi-Records.
Außerdem arbeitet Gratzer für den ORF immer wieder als Ideengeber und Drehbuchautor – so wirkte er etwa an der Polit-Sendung „Wahlfahrt“ mit. Am 20. und 27. November 2018 wurde dann seine eigene Testsendung ausgestrahlt. Gemeinsam mit Hannes Duscher kreierten er die 30-minütige Late-Night-Comedy „Top 1“, die auf ORF 1 gezeigt wird.

## Werke

### Mit monochrom
- 2006: Als Schauspieler bei „Repariert was euch kaputt macht“ – aufgeführt im Volkstheater am Hundsturm in Wien[5]
- 2006: Sprecherrolle im Stück „Warten auf GOTO“ – aufgeführt im Volkstheater am Hundsturm in Wien[6]
- 2008: Puppentheater „All Tomorrow’s Condensation“ für den Chaos Computer Club Berlin
- 2008: Studioalbum „Carefully Selected Moments“[7] (Gesang)
- 2008–2015: Zombie-Flashmob für das Slash Filmfestival[8]
- 2011: Puppenspieler und Stimme in „Kiki and Bubu: Rated R Us“
- 2011: monochrom's ISS (Sitcom) – er spielte dort Dr. Mordechai Finkenstein (Theaterstück wurde in der Garage X in Wien und im Ballhaus Ost in Berlin gespielt und als DVD veröffentlicht)[9]
- 2014: Drehbuch und Schauspiel in „Die Gstettensaga: The Rise of Echsenfriedl“
- 2016: Skript-Berater für „Traceroute“[10]
- 2018: Skript-Berater und Musik für „Glossary of Broken Dreams“
- 2022: Schauspieler (Rolle Hetti Friesenbichler) in „Razzennest“
- 2024: Schauspieler/Interviewgast in „Hacking at Leaves“
- 2024: Schauspieler (Rolle F. Weinhappl) in „Solvent“

Weitere Filme
- 2016: Schauspieler (Rolle Whammy) in „Zero Crash“. Ein Film von Andi Haller.

### Theater (beim Festival komm.st, als Autor und Schauspieler)
- 2011: Stubenspiel „St. Anger“
- 2012: Anger 1934
- 2013: St. Andreas Verwerfung
- 2014: Die Bluthochzeit / Anger Games
- 2015: Weltsterz[11]
- 2016: Wald[12]
- 2017: Steppenrot[13]
- 2018: Die Hansi-Halleluja-Show[14]
- 2019: Das scharlachrote Kraftfeld

### Musik – Duscher & Gratzer
- 2015: Single, Nadine
- 2016: EP, „Wie soll des weitergehen“[15]
- 2018: Album „Es ist aus“ (bei Sissi Records)

## Auszeichnungen
- Radiopreis für Erwachsenenbildung 2024 für seine Serie "4000 Jahre Niederlagen - Die gesamte österreichische Geschichte auf FM4"[16]
- Oststeirer des Jahres 2016 in der Sparte Kultur, vergeben durch die Kleine Zeitung, gemeinsam mit seinem Bruder Georg Gratzer für die Leitung des Komm.st-Festival 2016[17]

## Trivia
Roland Gratzer bezeichnet sich selbst als Star-Wars-Fan, aber auch Hobby-Piratenforscher und hat zum Thema ein Podcast-Interview mit Tim Pritlove aufgenommen.